# Hugo Österman

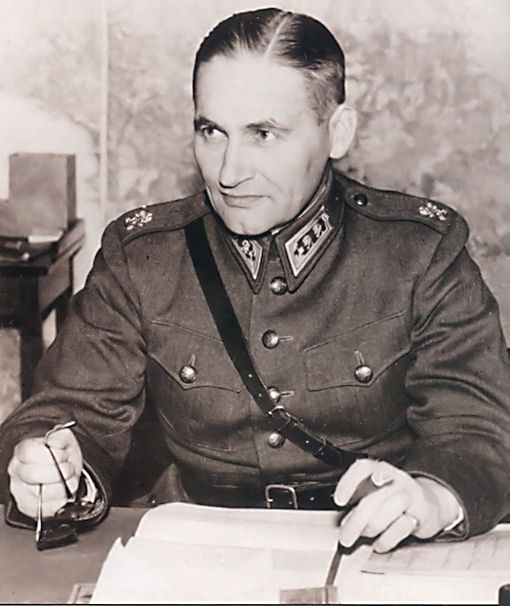
Hugo Österman

Hugo Österman (* 4. September 1892 in Helsinki; † 17. Februar 1975) war ein finnlandschwedischer General und zeitweise Oberbefehlshaber der finnischen Streitkräfte.

## Leben
Österman wurde in einer schwedischsprachigen Familie mit bäuerlichem Hintergrund geboren. Sein Vater war aber vom Land in die Hauptstadt Helsinki gezogen, um bei der dortigen Polizei aufgenommen zu werden. Östermans Mutter verstarb, als er drei Jahre alt war.
Nach dem erfolgreichen Abschluss einer höheren Schule schrieb er sich 1911 an der Universität Helsinki als Geschichtsstudent ein. Während des Ersten Weltkriegs schloss sich Österman der Jägerbewegung an. Diese Organisation bildete junge Finnen in Deutschland aus, um die Loslösung Finnlands vom Russischen Kaiserreich vorzubereiten.
Nach seiner Ausbildung wurde Österman in den Rang eines Majors erhoben und nahm am Finnischen Bürgerkrieg der Seite der Weißen des Jahres 1918 teil. In den 1920er-Jahren hatte er Posten als Regiments- und später Divisionskommandeur inne. Das Jahr 1927 verbrachte er bei der schwedischen Armee.

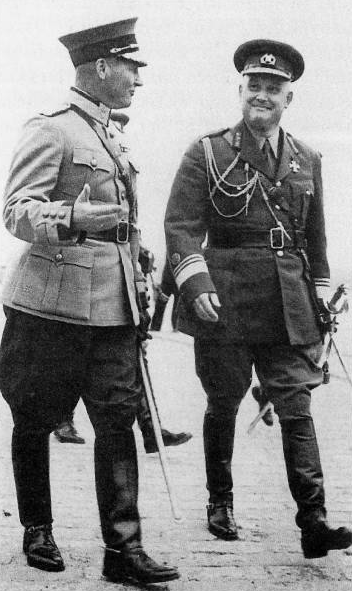
Östermann (links) und der estnische Militär und Politiker Johan Laidoner in Tallinn im Jahre 1938

Nach seiner Rückkehr 1928 wurde er zum Inspekteur der Infanterie der finnischen Armee befördert. 1931–1932 diente Österman der Regierung Svinhufvud als Vizeminister für Verteidigung. Im folgenden Jahr wurde er zum Oberbefehlshaber der finnischen Streitkräfte ernannt. Er war maßgeblich daran beteiligt, den Einfluss Marschall Mannerheims als Chef des Verteidigungsrates zu stärken. Dieser ersetzte Österman 1939 als Oberbefehlshaber der Streitkräfte.
Im sowjetisch-finnischen Winterkrieg befehligte Österman die Armee an der Karelischen Landenge, dem entscheidenden Frontabschnitt des Krieges. Nach Differenzen mit Mannerheim trat er allerdings 1940 von diesem Posten zurück. Den Rest des Krieges diente er als Inspektor für Militärische Ausbildung.
Während des Fortsetzungskrieges erhielt Österman kein neues militärisches Kommando. Er diente aber als Verbindungsmann zum deutschen Hauptquartier und setzte sich für die Bildung einer finnischen Waffen-SS-Division ein. Nach Kriegsende arbeitete Österman in Finnland als Manager für Tarifverhandlungen für mehrere Unternehmen der Elektroindustrie und für Kraftwerksbetreiber. Er ging 1960 in Rente.
Österman heiratete seine Frau Marga im Jahre 1919. 1921 wurde ihre gemeinsame Tochter geboren.